# Гиндза-Иттёмэ (станция)
Станция Гиндза-Иттёмэ (яп. 銀座一丁目駅 гиндза иттё:мэ эки) — железнодорожная станция на линии Юракутё, расположенная в специальном районе Тюо, Токио. Станция обозначена номером Y-19. Была открыта 30 июня 1974 года. На станции установлены автоматические платформенные ворота.
Участок Икэбукуро - Гиндза-Иттёмэ был запущен в октябре 1974 года.
В среднем пассажиропоток достигает около 32 тысяч человек в сутки (2023). Станция обслуживает экономический и культурный центр Токио.

## Планировка станции
Две платформы бокового типа и 2 пути.
| 1 | ○ Линия Юракутё | Цукисима, Тоёсу, Син-Киба                                |
| 2 | ○ Линия Юракутё | Юракутё, Иидабаси, Икэбукуро, Вакоси, Синрин-Коэн, Ханно |

## Близлежащие станции
| «       |  | Линия         |  | »         |
| ------- |  | ------------- |  | --------- |
| Юракутё |  | Линия Юракутё |  | Синтомитё |